# Smithton, Illinois
Smithton là một làng thuộc quận St. Clair, tiểu bang Illinois, Hoa Kỳ. Năm 2010, dân số của làng này là 3693 người.

## Dân số
Dân số qua các năm:
- Năm 2000: 2248 người.
- Năm 2010: 3693 người.